# Японская бригантина

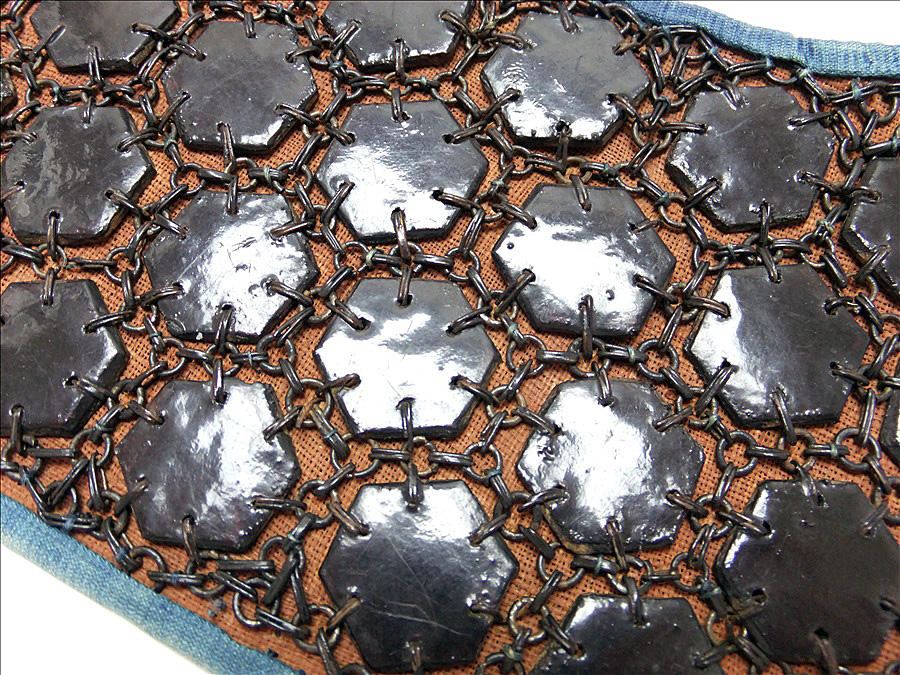
японская бригантина

Японская бригантина (яп. 亀甲 кикко:) — пластинчатые доспехи из шести- или четырёхугольных пластин, вплетённых в японскую кольчугу, затем вшитых между двух слоев ткани (или поверх одного слоя) и дополнительно прошнурованных. Название отражает сходство с европейскими (в частности, рыцарскими) доспехами бригантинного типа (бригантина или бригандина), изготовляемыми из пластин, наклёпанных на суконную или стёганую льняную основу.

## Описание и использование
Японские бригантинные доспехи кикко создавались по принципу панциря черепахи, который формируется из маленьких шестигранных пластин. Отдельные броневые пластины (кикко) прикреплялись к доспехам путем пришивания к тканевой подкладке через отверстия, просверленные в центре или по краям кикко. Кикко могли быть пришиты между двумя слоями ткани и скрыты от глаз или прикреплены одна к другой с помощью звеньев цепей, пропущенных через отверстия, просверленные в краях кикко. Доспехи изготавливались по-разному для каждого класса  (высокого либо низкого) самураев или воинов.
Джордж Камерон Стоун назвал доспех кикко «бригантиной», имея в виду бригантинный тип доспехов. Так, он отметил, что «в Японии часто использовались бригантины», а далее описал их основные составные части как «маленькие шестиугольники», «пластины из стали или твердой кожи», которые «иногда они покрывали всё тело» воина.

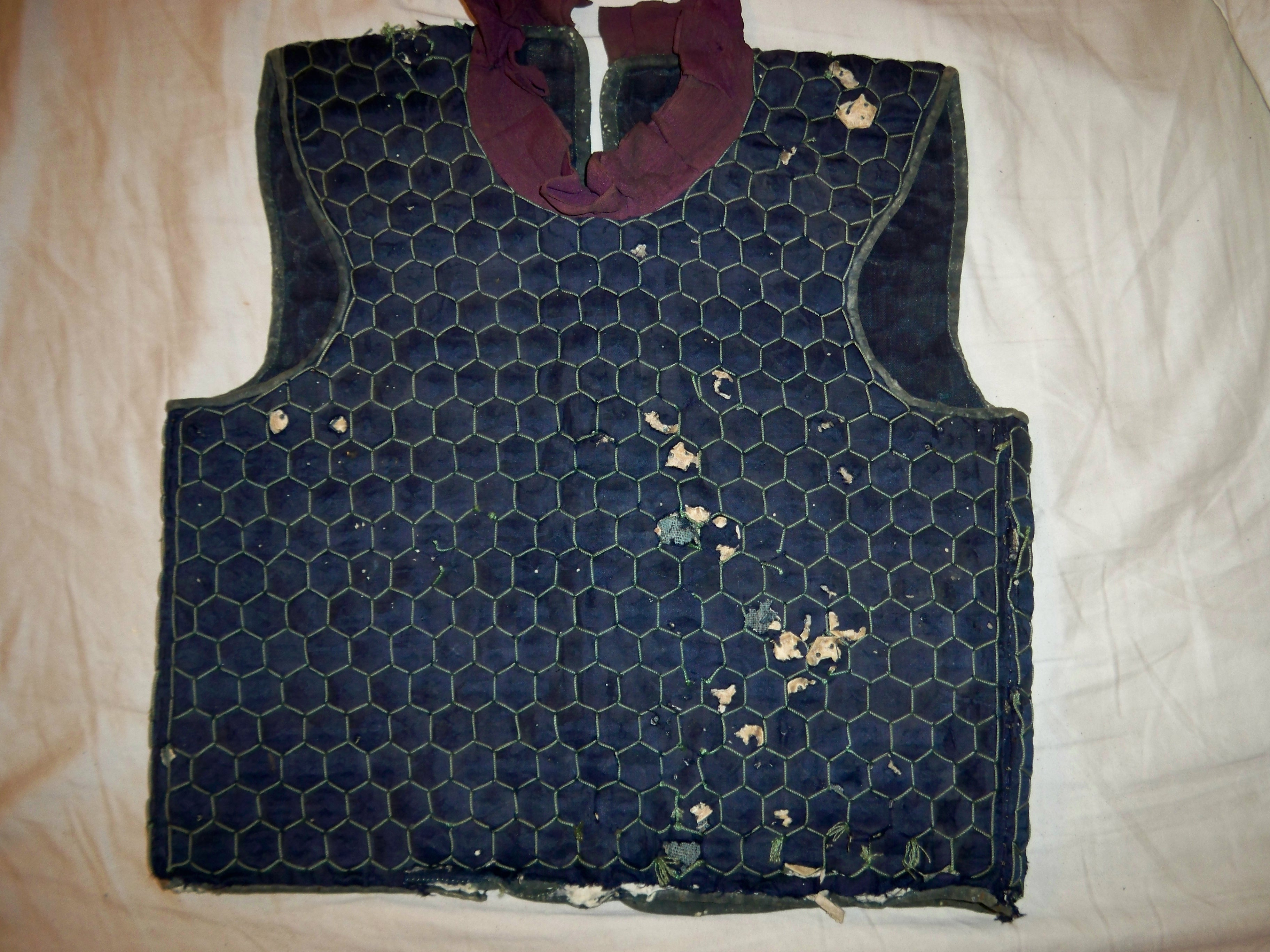
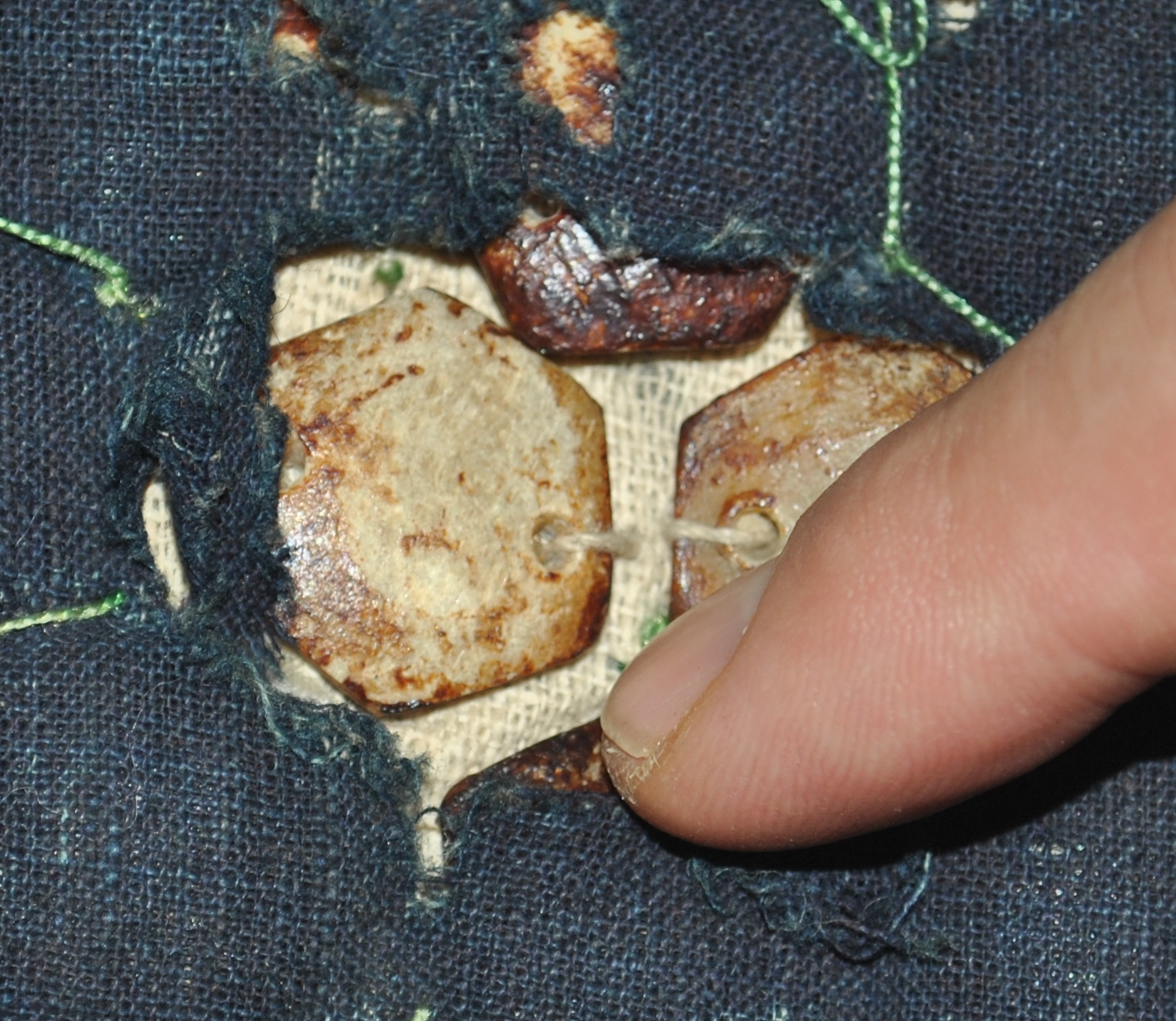
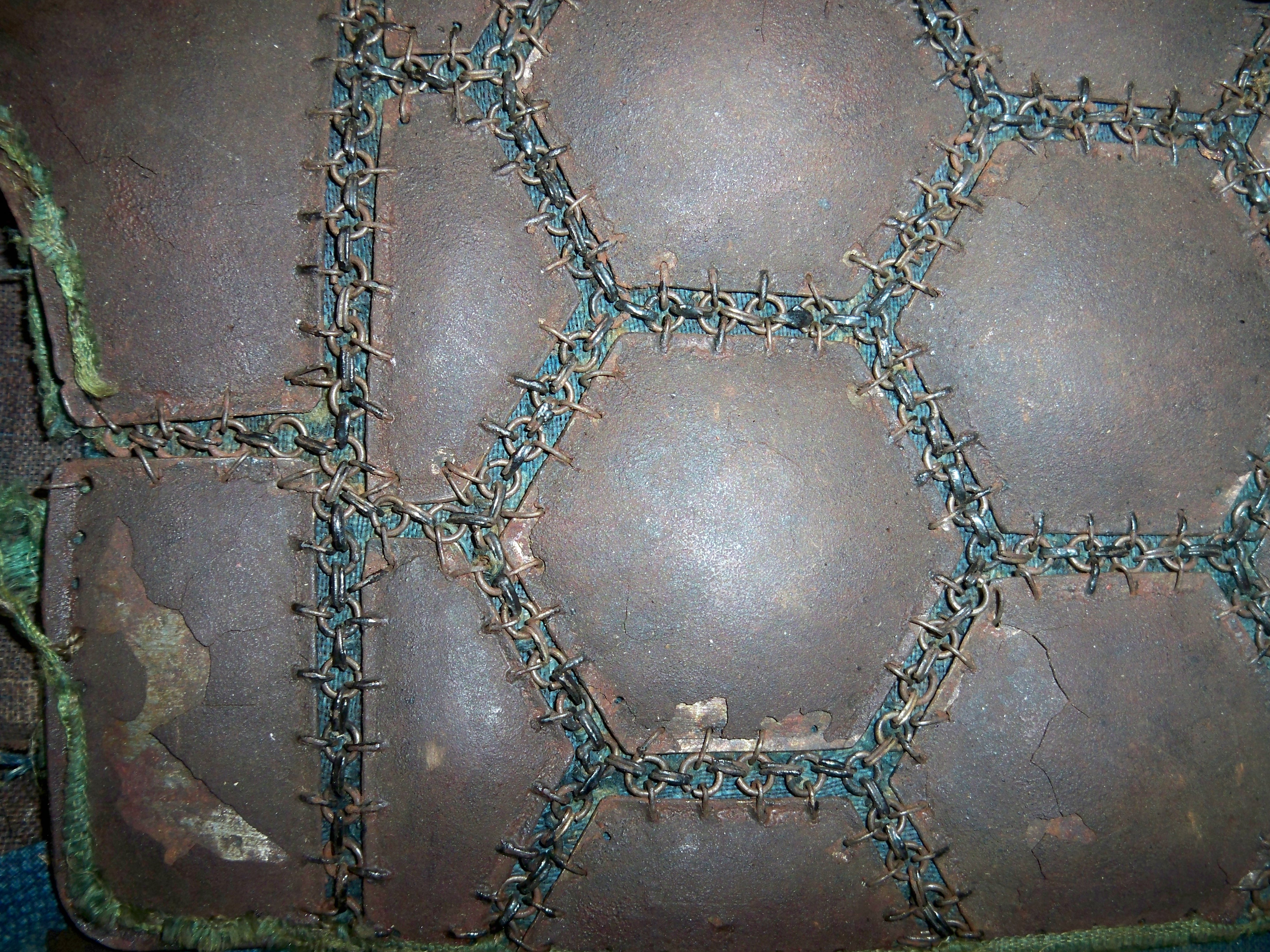
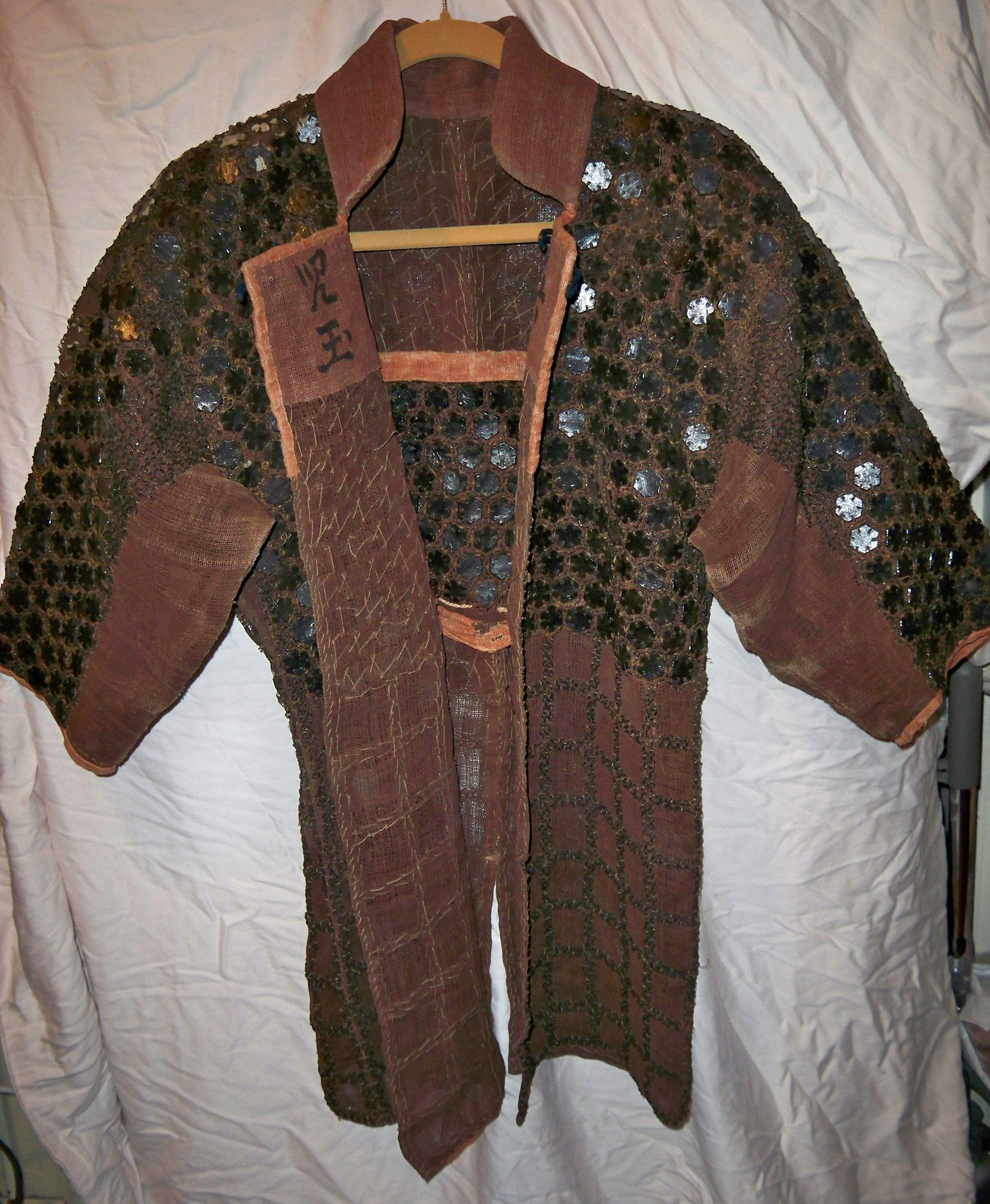
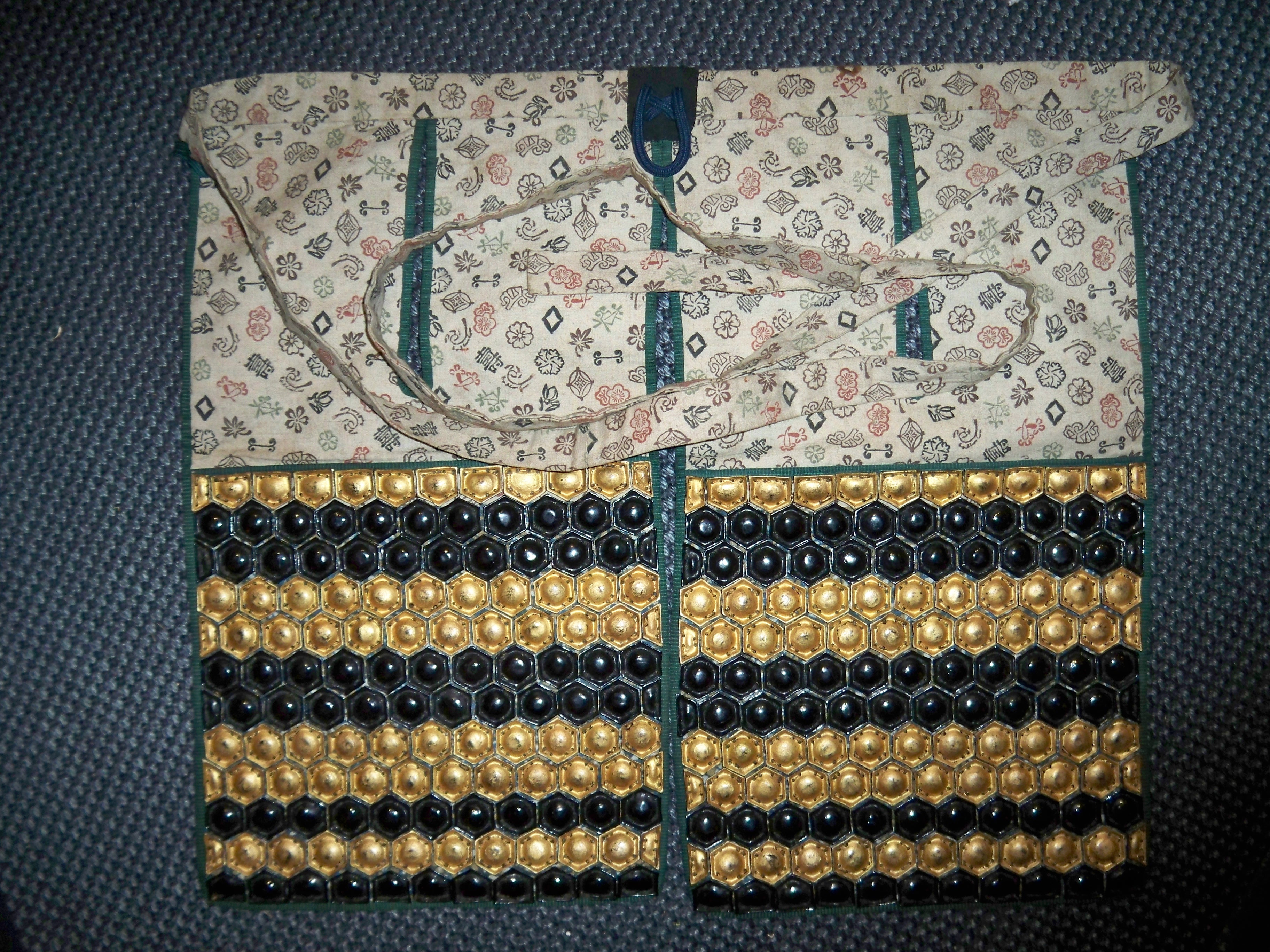
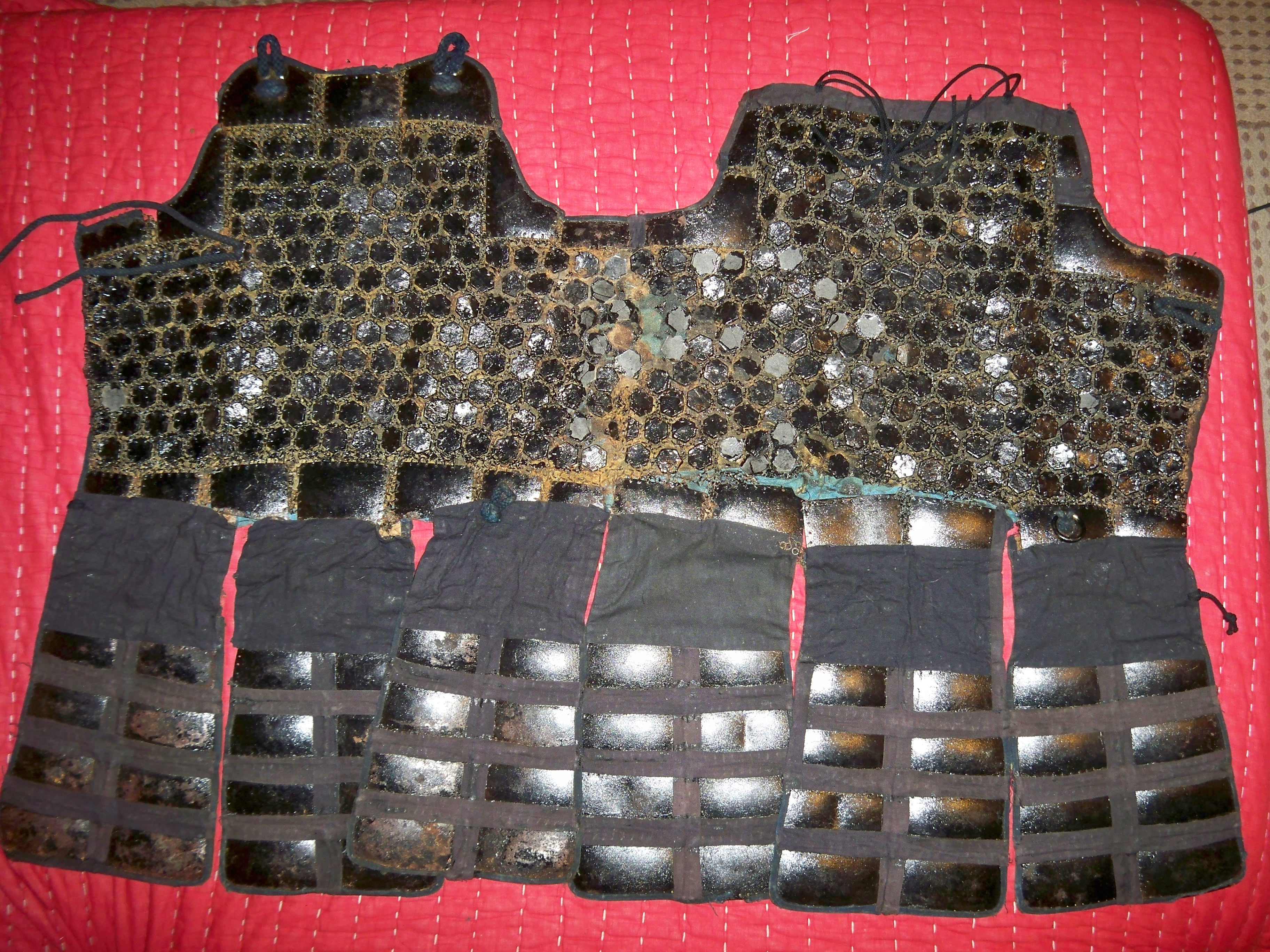